# Stretto di Snow
Lo stretto di Snow o Bystryj (in russo пролив Сноу, Быстрый) è un braccio di mare nell'oceano Pacifico settentrionale, nella catena delle isole Curili, che separa le isole di Čirpoj e Brat Čirpoev. Si trova nel Kuril'skij rajon dell'oblast' di Sachalin, in Russia. 
Lo stretto prende il nome dall'inglese Henry James Snow (1848-1915), che cacciava alle isole Curili tra il 1873 e il 1896. Egli fece una dettagliata descrizione fisico-geografica dell'arcipelago, descrivendo le condizioni di navigazione, nonché la flora e la fauna di alcune isole.

## Geografia
Lo stretto, che collega il mare di Ochotsk con l'oceano Pacifico, è largo circa 3 km e lungo 7 km. La profondità massima è di 335 m. Sulla costa settentrionale dello stretto ci sono scogli di superficie. Nella parte meridionale dello stretto si trovano l'isolotto Morskaja Vydra (остров Морская Выдра) e lo scoglio Otšel'nik (скала Отшельник).